# Кати
Кати́ (башгали́, камката-вири — последнее от названия крупнейших диалектов kati viri и kam viri от самоназвания говорящих на них племенных групп Кати и Кам) — язык, крупнейший представитель нуристанской языковой группы. Распадается на несколько диалектов: восточный и западный ката-вари, камвири и мумвири (последние иногда рассматриваются как самостоятельные языки).
Камката-вири относится к нуристанской группе индоиранской ветви индоевропейской языковой семьи.
На камката-вири говорят племена ката, ком, мумо, ксто и ряд более мелких племен в Афганистане и Пакистане. Всего говорящих — около 18 700 человек в племени ката (15 000 в Афганистане и около 3 700 в Пакистане), и около 5 500 (по другим данным более 10 000) в племени ком.
Уровень грамотности низкий, используется арабская вязь и латиница. На одном из диалектов в Афганистане осуществляется радиовещание.

## Генеалогическая информация
Язык кати вместе с сильно отличающимся от него языка прасун относится к так называемой северокафирской ветви нуристанских языков, представляющих собой рано отделившуюся группу индоиранской ветви индоевропейской языковой семьи. Будучи довольно архаичным, кати представляет большой интерес для сравнительно-исторического языкознания в вопросе классификации нуристанских языков, а также в изучении исторических процессов, характеризующих различные сатемные языки. Так, в кати, как и в других нуристанских языках s становится ретрофлексным после r, k и ī, как в большинстве индоиранских языков, но сохраняется после u, хотя за пределами нуристанских языков данное изменение происходит и после u.
Камката-вири (кати в широком смысле) включает в себя
— собственно кати, распадающийся на восточный и западный кати, состоящие из различных говоров
— язык племенной группы Кам, столь существенно отличающийся от собственно кати, что его рассматривают как отдельный язык
— мумвири, занимающий промежуточное положение между кати и камвири.

## Ареальное положение исоциолингвистическаяинформация
Носители камката-вири живут изолированно в горных долинах, их язык почти не испытывает влияния извне: основные населённые пункты (Рамгэль, Катигэль, Ктиви, Кулем) связаны с внешним миром только труднопроходимыми горными тропами. Явных следов ареального сближения с другими языками не наблюдается.

Язык кати традиционно выполнял роль lingua franca для всего Нуристана, особенно при общении с жителями долины Прасун (язык прасун наиболее отличен от других нуристанских языков). В этой функции постепенно уступает место иранским языкам пашто и дари.
Среди носителей камката-вири не очень широко распространено двуязычие. Это связано с изолированностью региона и общей неприязнью к афганцам. (Свой вклад вносит и то, что общая воинская повинность была заменена для жителей Нуристана рекрутской и лишь некоторая доля мужчин бывала за пределами родной долины.)
Преподавание на языке кати не ведётся.

## Типологическаяхарактеристика

### Степень свободы выражения грамматических значений
По типу выражения грамматических значений камката-вири можно охарактеризовать как язык, совершающий переход от синтетического к аналитическому: падежная система редуцирована, развиты послелоги, большая часть глагольных форм образуется синтетически, но существуют и описательные формы.
| настоящее время (синтетическое) | настоящее время (синтетическое) | будущее потенциальное время (аналитическое) |  |
| ------------------------------- | ------------------------------- | ------------------------------------------- |  |
| пример                          | ku-n-úm                         | ku-l-í bó-se-l-um                           |  |
| глоссирование                   | делать-PRAES-1SG                | делать-FUT-PART быть-POT-FUT-1SG            |  |
| перевод                         | я делаю                         | вероятно, я сделаю                          |  |

### Характер границы между морфемами
По характеру границы между морфемами язык кати фузионный. На границах слов и морфем действуют свойственные многим индоиранским языкам регулярные правила сандхи:

tre ‘три’ +anǰī ‘хлеб’ → trénǰī ‘три хлеба’

strī-Ø strī+a → str’+a
женщина-DIR , но женщина+OBL.SG.F

В одно окончание часто помещается несколько граммем, так что окончаниям свойственна флективность (см. пример выше).

### Локус маркирования
Тип маркирования в посессивной группе зависимостный:

mačkúř-o misī́k-Ø
мужчина-OBL.SG.M игра-DIR
игра мужчин
(косвенный падеж в значении посессива)

guǰúr-o-sti kúdyum-Ø
гуджур-OBL.PL-POS занятие-DIR
занятие гуджуров

Однако с терминами родства наблюдается и дополнительное вершинное маркирование:

sús-a sc’úr-is
сестра-OBL.SG.F свёкор-3SG
свёкор сестры

Тип маркирования в предикации двойной: субъект, объект и непрямые дополнения кодируются падежами, а глагол согласуется с субъектом или объектом по лицу, числу и по роду в части форм.

mer-Ø yīmó amu-sti ǰúk-a kor pře-l-i ?
царь-DIR 1PL REFL-POSS дочь-OBL.SG.F PART давать-FUT-3SG.M (глагол согласуется с mer — царь)
Разве царь отдаст нам свою дочь?

### Тип ролевой кодировки
Рассматривая язык кати, можно говорить о расщеплённой эргативности. В обычном случае наблюдается аккузативная стратегия:

Banyī́-Ø yéme kṭyúv-a přéni
Баньи-DIR 1SG.OBL чашка-OBL.SG.F давать-PRAES-3SG.M
Баньи даёт мне чашку.

ṣ̌yol-Ø gv-o
волк-DIR уходить.PRAET-PRAET.3SG.M
Волк ушёл.

sti pivéz-Ø pṣ̌yé-n-i
тот мальчик[DIR] спать-PRAES-3SG
Тот мальчик спит.

Однако при переходных глаголах во временах претеритного ряда наблюдается эргативная кодировка:

yīmó nam’úl’-a amú pīvéʒ-Ø tolī́b’-é -ta sam’-ó
1PL мачеха-OBL.SG.F REFL сын-DIR учиться+INF-OBL.SG.M -POSTP посылать.PRAET-PRAET.3SG.M
Наша мачеха послала своего сына учиться.

### Базовый порядок слов
В примерах выше одни и те же роли могут быть выражены разными формами падежа, и наоборот, разные роли выражаются одним и тем же падежом. Однако субъект и объект ситуации здесь всегда упоминаются в таком же порядке, как упомянуто в этом предложении: в начале предложения обычно логическое подлежащее, а к глагольному сказуемому, которое, как правило, находится ближе к концу предложения, тяготеет объект.
Базовый порядок слов — SOV, как можно заметить выше:

Yīmó bř-e gayáce-n-mīš
1PL мука-OBL.SG.M нести-PRAES-1PL
Мы несём муку.

## Лингвистические особенности

### Фонология
Система гласных представлена шестью фонемами: a, o, u, e, ī (горизонтальная черта здесь не обозначает фонологичную долготу. Реализуется этот гласный как [i]), i (реализуется как [ɨ] или [ɯ]). Факультативно или позиционно встречается назализация гласных; известна лишь одна пара слов, в которых гласный может быть противопоставлен по долготе (gatī vs. gātī — деепричастия от глаголов уходить и уносить соответственно).
Система согласных отличается развитой дополнительной артикуляцией: наряду с нейтральными фонемами существуют йотированные (обозначены ’) и огубленные (обозначены ˚) «двойники» многих из них:
| Место образования Способ образования | Губные | Губные   | Переднеязычные | Переднеязычные | Переднеязычные | Переднеязычные | Переднеязычные | Переднеязычные | Переднеязычные      | Переднеязычные      | Палатальные | Заднеязычные | Заднеязычные |
| Место образования Способ образования | Губные | Губные   | Зубные         | Зубные         | Зубные         | Ретрофлексные  | Ретрофлексные  | Ретрофлексные  | Палато-альвеолярные | Палато-альвеолярные | Палатальные | Заднеязычные | Заднеязычные |
| Место образования Способ образования | нейтр. | йотиров. | нейтр.         | йотиров.       | огубл.         | нейтр.         | йотиров.       | огубл.         | нейтр.              | огубл.              | Палатальные | нейтр.       | йотиров.     |
| ------------------------------------ | ------ | -------- | -------------- | -------------- | -------------- | -------------- | -------------- | -------------- | ------------------- | ------------------- | ----------- | ------------ | ------------ |
| Взрывные                             | p b    | p’ b’    | t d            | t’ d’          |                | ṭ ḍ            | ṭ’ ḍ’          |                |                     |                     |             | k g          | k’ g’        |
| Аффрикаты                            |        |          | c              | c’             | c˚             | č̣              |                | č̣˚             | č ǰ                 | č˚                  |             |              |              |
| Щелевые                              | v/w    | v’/w’    | s z            | s’ z’          |                | ṣ̌ ẓ̌            | ṣ̌’ ẓ̌’          | ṣ̌˚ ẓ̌˚          | š                   |                     |             |              |              |
| Носовые                              | m      | m’       | n              | n’             |                | ṇ              | ṇ’             |                |                     |                     |             | ŋ            | ŋ’           |
| Аппроксиманты                        | v/w    | v’/w’    |                |                |                | ř              | ř’             |                |                     |                     | y           |              |              |
| Боковые                              |        |          | l              | l’             |                |                |                |                |                     |                     |             |              |              |
| Дрожащие                             |        |          | r              | r’             |                |                |                |                |                     |                     |             |              |              |

— v и w находятся в свободном варьировании.
— z также имеет аллофон — аффрикату ʒ [ʣ].
— В заимствованных словах встречаются также некоторые другие согласные звуки: [q], [f], [х], [γ], [l ̣].
— для различных согласных йотация проявляется дополнительной палатальной артикуляцией или вставкой y [j] после согласного перед последующим гласным в разных соотношениях.
Ударение силовое, может располагаться на любом слоге.

### Морфология
Имена существительные принимают формы прямого, косвенного и звательного падежа, согласуются по мужскому или женскому роду, единственному или множественному числу. В косвенном падеже род и число выражаются окончаниями, которые присоединяются различными способами к разным основам:
| Основа на согласный      | источник, m | девушка, f | ягнёнок (в зависимости от пола) | ягнёнок (в зависимости от пола) |
| Основа на согласный      | источник, m | девушка, f | m                               | f                               |
| ------------------------ | ----------- | ---------- | ------------------------------- | ------------------------------- |
| прямой падеж, ед./мн. ч. | vuncév      | ǰuk        | vak’                            | vak’                            |
| косв. ед. ч.             | vuncéve     | ǰúka       | vak’e                           | vak’e                           |
| косв. мн. ч.             | vuncévo     | ǰuko       | vak’o                           | vak’o                           |
| зват. падеж              | vuncévo     | ǰu*        | vak’o                           | vak’o                           |

При образовании форм косвенного падежа от основ на гласный происходят некоторые изменения: конечный -i основы выпадает, конечный -ī выпадает, делая предшествующий согласный йотированным, если это возможно; после конечного -u (а также -о) вставляется ř, при этом ударение сохраняется на том же слоге, что и в форме прямого падежа: štrī f ‘женщина’ — štr’a, štr’o; amú f ‘дом’ — amúřa, amúřo. Особо ведёт себя слово apšī́ f ‘мельница’ — ápšīřa, ápšīřo.
Односложные существительные на -о, как правило, не изменяются.
Термины родства мужского рода образуют косвенный падеж с помощью окончания -še: ẓ̌amī́ m ‘шурин’ — ẓ̌amī́še.
*Звательный падеж образуется при помощи окончания -о, кроме ǰuk f ‘девушка’ (зват. ǰu) и nu f ‘мать’ (зват. nuvo).

Прилагательные не изменяются по падежам, но имеют формы обоих родов: anéri m ‘тёмный’ — anérī f ‘тёмная’ (прилагательные на -i/-ī); přiméři m ‘маленький’ — přimřéyī m ‘маленькая’ (прилагательные на -Vri/-rVyī); šúvo m ‘живой’ — šúvay f ‘живая’ (от šu ‘душа’; отымённые прилагательные на -vo/-vay). Прилагательные с исходом на -u, -e, -ī и с исходом на согласный не изменяются.

Местоимения 1 и 2 лица изменяются по падежам в единственном числе. Роль местоимений третьего лица выполняют указательные местоимения трёх степеней отдалённости.
|              | Личные   | Личные | Указательные | Указательные | Указательные | Указательные | Указательные | Указательные |
| лицо/степень | 1        | 2      | I            | I            | II           | II           | III          | III          |
| ------------ | -------- | ------ | ------------ | ------------ | ------------ | ------------ | ------------ | ------------ |
| прям. ед. ч. | múze     | t’u    | nī           | nī           | kī           | kī           | sti          | sti          |
| косв. ед. ч. | yéme, ye | tu     | m: n’e       | f: n’o       | m: k’e       | f: k’o       | m: ste       | f: sto       |
| прям. мн. ч. | yīmó     | šo     | amnī         | amnī         | amkī         | amkī         | sti          | sti          |
| косв. мн. ч. | yīmó     | šo     | amn’o        | amn’o        | amk’o        | amk’o        | sto          | sto          |

## Яркие языковые особенности
В языке кати развита система послелогов, а также система превербов и наречий системы пространственной ориентации, практически уникальная для индоевропейских языков. Средства пространственной ориентации включают в себя простые и производные превербы, а также образованные три ряда наречий (в зависимости от ряда к пространственному добавляется значение местонахождения, исхода или конечной точки по направлению), которые означают направления, различаемые по движению вниз или вверх, внутрь или наружу, по соотнесённости движения с течением реки, субъектом, по наличию преграды для движения, по пологости или отвесности движения:
| преверб | основное значение         | преверб    | основное значение          |
| ------- | ------------------------- | ---------- | -------------------------- |
| vu-     | отвесно вниз или вверх    |            |                            |
| nī-     | вниз по течению           | čī-        | вверх по течению           |
| be-     | полого вниз               | ate-       | полого вверх               |
| nīvu-   | наклонно вниз             | ču-        | наклонно вверх             |
| bru-    | наружу, вниз по склону    | atu-/at’u- | внутрь, вверх по склону    |
| pa-     | горизонтально к субъекту  | va-        | горизонтально от субъекта  |
| pu-     | к субъекту через преграду | vuř-       | от субъекта через преграду |
| vavu-   | вниз к субъекту           | valu-      | вверх к субъекту           |
| pavu-   | вниз от субъекта          | palu-      | вверх от субъекта          |

## Список сокращений
| PRAES                  | настоящее время             |
| PRAET                  | претерит                    |
| FUT                    | будущее время               |
| POT                    | потенциальное наклонение    |
| PART                   | причастие                   |
| DIR, прям.             | прямой падеж                |
| OBL, косв.             | косвенный падеж             |
| REFL                   | возвратное местоимение      |
| POS                    | показатель посессора        |
| INF                    | инфинитив                   |
| SG, ед. ч.             | единственное число          |
| PL, мн. ч.             | множественное число         |
| 1, 2, 3 (перед SG, PL) | первое, второе, третье лицо |
| M, m                   | мужской род                 |
| F, f                   | женский род                 |
| POSTP                  | послелог                    |

## Список литературы
- А. Л. Грюнберг. «Язык кати. Тексты, грамматический очерк». (Издательство «Наука», 1980, серия «Языки восточного Гиндукуша»)
- «Языки мира. Дардские и нуристанские языки». (Институт языкознания РАН, 1999)
- Kati at Ethnologue (21st ed., 2018)
- Kamviri at Ethnologue (21st ed., 2018)